# Vazashen
Vazashen (in armeno Վազաշեն?; precedentemente Laligyukh/Laligekh) è un comune dell'Armenia di 790 abitanti (2001) della provincia di Tavush.